# 皇室訓令 (香港)
《皇室訓令》是英屬香港時期的重要憲制性法律文件，又名《皇室法令》。當中的37條條文，提供了香港行政局及立法局運作的具體細則安排，訂明立法程序，並進一步明確指出及規範香港總督的權力，包括任免議員和官員，赦免死囚，處置殖民地土地等，以作為《英皇制誥》的補充規定。

## 沿革
1843年，為了給予英國政府對香港的管治提供指引，當時的英国維多利亞女王以皇家特權立法的形式頒發了《英皇制誥》和《皇室訓令》。《皇室訓令》由英國君主以王璽蓋發，由英國君主直接頒予香港總督:82。其後經過數次重新頒佈和多次修訂，最後的重新頒佈於1917年，最後修訂於1995年，內容主要提供行政局與立法局組成、職權和運作程序等細節。
1984年英國首相戴卓爾夫人與中華人民共和國國務院總理趙紫陽簽署《中英聯合聲明》後，英國多番修訂《英皇制誥》和《皇室訓令》，削弱港督權力。例如《英皇制誥》原本授權港督可以命令立法局任何議員停職，等待英國決定是否免職，但在1985年的頒布《英皇制誥》中刪去這一句，改為在同時頒布的《皇室訓令》內，只授權港督可以命令官守議員或委任議員停職，而在該年引入的民選議員就不可以，而後來官守和委任議員逐步撤消，港督也不再是立法局主席。於1997年香港主權移交中華人民共和國後，地位由《香港特別行政區基本法》取代。